# Młodzieżowe Indywidualne Mistrzostwa Szwecji na Żużlu 1988
Młodzieżowe Indywidualne Mistrzostwa Szwecji na Żużlu 1988 – cykl turniejów żużlowych, mających wyłonić najlepszych szwedzkich żużlowców w kategorii do 21 lat, w sezonie 1988. Tytuł wywalczył Henrik Gustafsson.

## Finał
- Mariestad, 17 września 1988

| Msc. | Zawodnik          | Klub        | Pkt |  |  |
| ---- | ----------------- | ----------- | --- |  |  |
| 1    | Henrik Gustafsson | Indianerna  | 15  |  |  |
| 2    | Peter Karlsson    | Ornarna     | 14  |  |  |
| 3    | Christer Rohlén   | Indianerna  | 12  |  |  |
| 4    | Dennis Löfqvist   | Bysarna     | 10  |  |  |
| 5    | Kent Danielsson   | Vetlanda    | 9   |  |  |
| 6    | Tomas Andersson   | Vargarna    | 8   |  |  |
| 7    | Tony Samuelsson   | Skepparna   | 8   |  |  |
| 8    | Tony Rickardsson  | Stockholm   | 7   |  |  |
| 9    | Kristian Hultgren | Bysarna     | 7   |  |  |
| 10   | Jörgen Johansson  | Dackarna    | 7   |  |  |
| 11   | Kenneth Lindby    | Bysarna     | 6   |  |  |
| 12   | Rickard Roseby    | Smederna    | 4   |  |  |
| 13   | Patrik Olsson     | Vargarna    | 4   |  |  |
| 14   | Magnus Axelsson   | Vetlanda    | 3   |  |  |
| 15   | Jimmy Engman      | Stockholm   | 3   |  |  |
| 16   | Stefan Lardner    | Rospiggarna | 3   |  |  |